# Piper pyrifolium
Piper pyrifolium là một loài thực vật có hoa trong họ Hồ tiêu. Loài này được Vahl miêu tả khoa học đầu tiên năm 1805.